# さくら町 (日野市)
さくら町（さくらまち）は、東京都日野市の町名。丁目の設定がない単独町名である。人口は0人である。

## 地理
日野市の西部に位置し、北に日野台、東と南に多摩平、西に八王子市高倉町と接している。
町内の全域にコニカミノルタ東京サイト日野が占めている。

## 事業所
2021年（令和3年）現在の経済センサス調査による事業所数と従業員数は以下の通りである。
- 事業所数 : 7事業所
- 従業員数 : 903人

### 事業者数の変遷
経済センサスによる事業所数の推移。
| 年                 | 事業者数 |
| ------------------ | -------- |
| 2016年（平成28年） | 9        |
| 2021年（令和3年）  | 7        |

### 従業員数の変遷
経済センサスによる従業員数の推移。
| 年                 | 従業員数 |
| ------------------ | -------- |
| 2016年（平成28年） | 1,226    |
| 2021年（令和3年）  | 903      |

## その他

### 日本郵便
- 郵便番号 : 191-0063[3]（集配局 : 日野郵便局[7]）。